# Dominique Vlasto
Dominique Vlasto (née le 14 août 1946 à Marseille) est une personnalité politique française, membre de l'Union pour un mouvement populaire, députée européenne (UMP-PPE) de 2000 à 2014. Elle est adjointe du Maire de Marseille, chargée du Tourisme. Elle préside l'Office du tourisme de Marseille et est administratrice de la Foire internationale de Marseille.

## Carrière politique
Carrière politique :
- Conseillère municipale (1983-1989) et d'arrondissement à la mairie de Marseille (1989-1995) ;
- Adjointe au maire de Marseille, déléguée aux permis de construire et au droit des sols (1995-1998) ; déléguée au tourisme, aux congrès et aux fêtes (1999-2001) ; déléguée au tourisme, aux congrès et aux relations avec les institutions européennes (2001-2008), à la candidature Capitale de la culture 2013, au tourisme, aux congrès et aux relations avec les institutions européennes (2008-2014), au tourisme, aux congrès, aux croisières et à la promotion de Marseille (2014-2020) ;
- Membre du Comité des Régions (1998-1999).
- Députée au Parlement européen (depuis 2000), en remplacement de Roger Karoutchi.
- Secrétaire nationale de l’UMP (2002-2004).
- Membre du Bureau politique de l’UMP (2004-2008).
- Représentante du maire de Marseille au Conseil mondial de l'eau. Présidente du Groupement régional pour l'action et l'information des femmes et des familles (association du Conseil régional de Provence-Alpes-Côte d'Azur) (1986-1998). Membre du conseil d'administration du Centre de l'amitié Jeunes et Loisirs (Marseille) (depuis 1997).

Elle est nommée chevalier de l'Ordre national du Mérite en 1995.